# Wuokko Knocke
Wuokko Sirkka Kaarina Knocke, född 23 december 1936 i Haapavesi, död 17 juni 2022, var en finländsk-svensk sociolog.
Knocke, som var dotter till vinodlingstekniker Reinhold Waegelein och barnmorskan Maija Lampila, studerade vid Handelshögskolan i Helsingfors 1957–1959, blev filosofie kandidat vid Stockholms universitet 1970 och filosofie licentiat vid Uppsala universitet 1986. Hon var amanuens och assistent på sociologiska institutionen vid Stockholms universitet 1969–1972, redaktionssekreterare för Acta Sociologica 1972–1974, utredningssekreterare/expert i Skolans inre arbete och 1974 års lärarutbildningskommitté 1973–1976 samt invandrar-flyktingsekreterare och internationell sekreterare i KFUK-KFUM:s riksförbund 1976–1979. Hon var verksam som forskare vid Arbetslivscentrum från 1979 och biträdande redaktör för Economic and Industrial Democracy 1979–1985. Hon blev ledamot delegationen för invandrarforskning (DEIFO) 1983. 
Knocke har skrivit Invandrare möter facket (1982), Invandrade kvinnor i lönearbete och fack (1986) och var medförfattare i SOU 1978:4.